# Wyższa Szkoła Prawa we Wrocławiu

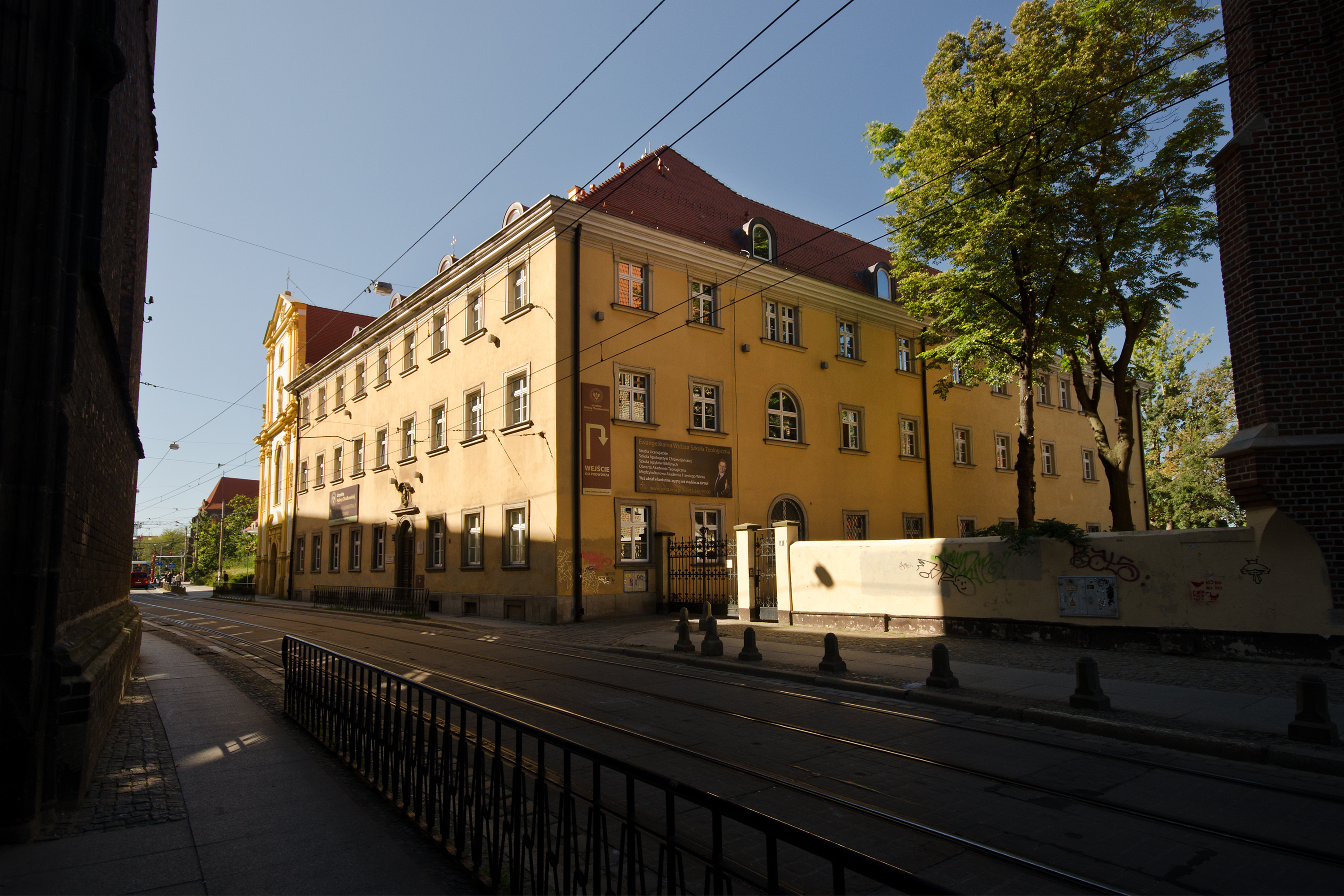
Siedziba uczelni przy ul. św. Jadwigi 12 we Wrocławiu (2012)

Wyższa Szkoła Prawa we Wrocławiu (WSP) – uczelnia niepubliczna wpisana do Ewidencji Uczelni Niepublicznych prowadzonej przez ministra właściwego do spraw szkolnictwa wyższego i nauki pod numerem 377. Założycielem Wyższej Szkoły Prawa we Wrocławiu jest Uczelnia Techniczno-Handlowa im. Heleny Chodkowskiej z siedzibą główną w Warszawie. Formalnie WSP funkcjonuje od 2014 roku. Wcześniej uczelnia funkcjonowała na wrocławskim rynku edukacji jako Wydział Zamiejscowy Uczelni Techniczno-Handlowej. WSP specjalizuje się w kształceniu prawników oraz pracowników służb i formacji odpowiedzialnych za bezpieczeństwo publiczne. W roku akademickim 2022/2023 w uczelni studiowało 898 studentów.

## Władze uczelni
- Rektor – dr Anna Krajewska-Smardz
- Prorektor ds. kształcenia – dr Marcin Rudnicki
- Prorektor ds. studenckich – dr Małgorzata Lizut[4]

## Historia
- Wyższa Szkoła Zarządzania i Prawa w Warszawie (wcześniej Wyższa Szkoła Zarządzania i Marketingu) została utworzona decyzją Ministra Edukacji Narodowej z 28 maja 1992 r. (DNS-3-TBM-31/92) na podstawie ustawy z 12 września 1990 r. o szkolnictwie wyższym.
- 25 października 2006 r. decyzją Ministra Nauki i Szkolnictwa Wyższego Patronem Wyższej Szkoły Zarządzania i Prawa została Helena Chodkowska.
- 7 stycznia 2010 r. Minister Nauki i Szkolnictwa Wyższego decyzją nr MNiSW-DNS-WUN-6022-4833-2/IŻ/09 nadał Wydziałowi Zamiejscowemu we Wrocławiu WSZiP im. Heleny Chodkowskiej uprawnienia do prowadzenia jednolitych studiów magisterskich na kierunku prawo.
- W 2011 r. został zakupiony budynek kampusu Wydziału Zamiejscowego we Wrocławiu. Siedziba wydziału we Wrocławiu znajduje się w barokowym budynku w centrum miasta przy ul. Świętej Jadwigi 12.
- 1 czerwca 2011 r. Minister Nauki i Szkolnictwa Wyższego decyzją nr MNiSW-DNS-WUN-6022-15952-2/11 nadał Wydziałowi Zamiejscowemu we Wrocławiu uprawnienia do prowadzenia studiów pierwszego stopnia na kierunku administracja.
- 21 lutego 2014 r. Wyższa Szkoła Zarządzania i Prawa im. Heleny Chodkowskiej po połączeniu z Wyższą Szkołą Cła i Logistyki w Warszawie przyjęła nazwę Uczelnia Techniczno-Handlowa im. Heleny Chodkowskiej, decyzją Ministra Nauki i Szkolnictwa Wyższego nr DKN.ZNU.6014.55.2014.2.MC.
- 28 sierpnia 2014 r. Wydział Zamiejscowy we Wrocławiu przekształca się w Wyższą Szkołę Prawa im. Heleny Chodkowskiej, która została utworzona decyzją Ministra Nauki i Szkolnictwa Wyższego nr DSW.ZNU.6010.1.2014.5.MC i uzyskała uprawnienia do prowadzenia 5-letnich jednolitych studiów magisterskich na kierunku prawo.
- 17 maja 2017 r. Minister Nauki i Szkolnictwa Wyższego decyzją nr DSW.WNN.6022.17.2017.EK.3 nadał Uczelni uprawnienia do prowadzenia studiów pierwszego stopnia o profilu praktycznym na kierunku bezpieczeństwo wewnętrzne.
- Z dniem 1 grudnia 2017 r. nastąpiła zmiana nazwy Wyższej Szkoły Prawa im. Heleny Chodkowskiej, która obecnie nosi nazwę Wyższa Szkoła Prawa.

## Kształcenie
Wyższa Szkoła Prawa we Wrocławiu prowadzi studia I i II stopnia, jednolite studia magisterskie oraz studia podyplomowe.

### Studia pierwszego stopnia
Bezpieczeństwo wewnętrzne to licencjackie studia interdyscyplinarne o szerokim zakresie tematycznym. Program kształcenia obejmuje zagadnienia związane z wykrywaniem i zapobieganiem przestępczości, zasadami postępowania w sytuacjach kryzysowych oraz metodami analizy dowodów.
Specjalności:
- Cyberbezpieczeństwo
- Kryminologia i kryminalistyka
- Zarządzanie kryzysowe

### Studia drugiego stopnia
Studia II stopnia na kierunku Bezpieczeństwo wewnętrzne obejmują zagadnienia dotyczące organizacji systemów bezpieczeństwa, zarządzaniu nimi na poziomie lokalnym, krajowym i międzynarodowym, a także zagrożenia związane z przestępczością, patologiami społecznymi i terroryzmem.
Specjalności:
- Analiza kryminalna
- Kryminologia i kryminalistyka

### Jednolite studia magisterskie
Studia na kierunku Prawo trwają pięć lat i obejmują przedmioty z zakresu prawa karnego, cywilnego, handlowego oraz gospodarczego. W programie przewidziano również symulacje rozpraw sądowych.
Specjalności:
- Prawo w funkcjonowaniu wymiaru sprawiedliwości
- Obsługa prawna przedsiębiorców i konsumentów

### Studia podyplomowe
Studia podyplomowe prowadzone są w trybie niestacjonarnym i obejmują następujące specjalności:
- Stosowanie prawa przez organy administracji publicznej – zagadnienia dotyczące form działania administracji, kontroli sądowej, postępowania administracyjnego oraz przestępstw w administracji.
- Compliance Officer – tematy związane z prawem gospodarczym, przeciwdziałaniem korupcji, ochroną danych osobowych i zarządzaniem ryzykiem.
- Kryminalistyka – zagadnienia z zakresu prawa dowodowego, psychologii zeznań, nowoczesnych technologii oraz działań dochodzeniowo-śledczych.

## Certyfikacja TOLES
Wyższa Szkoła Prawa we Wrocławiu jest certyfikowanym Centrum Egzaminacyjnym prestiżowego egzaminu TOLES (Test of Legal English Skills), który potwierdza praktyczną wiedzę oraz umiejętności posługiwania się prawniczym językiem angielskim. WSP przeprowadza egzamin TOLES na trzech poziomach: Foundation, Higher oraz Advance. Zarówno studenci prawa, jak i pracownicy oraz tłumacze mogą przystąpić do egzaminu potwierdzającego ich kompetencje językowe, a także mają możliwość wzięcia udziału w kursie przygotowującym do egzaminu TOLES.

## Działalność naukowa
Wyższa Szkoła Prawa we Wrocławiu od wielu lat jest organizatorem lub współorganizatorem ogólnokrajowych i międzynarodowych konferencji oraz seminariów naukowych z zakresu prawa oraz dziedzin pokrewnych. Pracownicy akademiccy uczelni są zapraszani w roli prelegentów lub ekspertów na krajowe i zagraniczne sympozja naukowe. Dużą część działalności naukowej uczelni stanowią publikacje prawnicze wykładowców i pracowników akademickich uczelni. WSP posiada wydawnictwo uczelniane, zajmujące się opracowywaniem i publikacją materiałów, książek, skryptów oraz zeszytów naukowych niezbędnych w nauczaniu oraz rozwoju naukowym placówki. Większość publikacji dotyczy prawa i bezpieczeństwa wewnętrznego. Działalność wydawnicza jest ściśle związana z tematami prac badawczych pracowników naukowych oraz prac dyplomowych studentów.

## Erasmus+
W dniu 25 października 2017 roku, decyzją Komisji Europejskiej, Wyższa Szkoła Prawa we Wrocławiu otrzymała Kartę Erasmus+ dla Szkolnictwa Wyższego. Program umożliwia studentom WSP studiowanie za granicą oraz zaliczenie praktyk w jednej z partnerskich uczelni WSP. W ramach Erasmus+ Wyższa Szkoła Prawa uczestniczy w dwóch programach: „Mobilność edukacyjna osób” oraz „Innowacje i dobre praktyki”.

## System stypendialny i inicjatywy studenckie
WSP stworzyła system stypendialny, w ramach którego studenci mogą otrzymać stypendia: rektora, specjalne, dla osób niepełnosprawnych, socjalne oraz dodatkowe zapomogi i promocje. WSP wspiera różnego rodzaju inicjatywy studenckie, w tym m.in. Koło Naukowe Nauk Penalnych „Liberum”, które zrzesza pasjonatów prawa karnego, czy też Koło Naukowe „Pactum” skupiające sympatyków prawa cywilnego. Organizowane są liczne warsztaty i specjalistyczne zajęcia, jak np. warsztaty wariograficzne czy też zajęcia z ujawniania oraz zbierania śladów kryminalistycznych.